# Orgilus lissus
Orgilus lissus är en stekelart som beskrevs av Muesebeck 1970. Orgilus lissus ingår i släktet Orgilus och familjen bracksteklar. Inga underarter finns listade i Catalogue of Life.